# ألكسندر ستيوارت (كاتب)
ألكسندر ستيوارت (بالإنجليزية: Alexander Stuart)‏ (27 يناير 1955، إنجلترا في المملكة المتحدة)؛ كاتب سيناريو وروائي بريطاني.

## روابط خارجية
- ألكسندر ستيوارت على موقع IMDb (الإنجليزية)
- ألكسندر ستيوارت على موقع قاعدة بيانات الفيلم (الإنجليزية)